# Carex mitchelliana
Carex mitchelliana är en halvgräsart som beskrevs av Moses Ashley Curtis. Carex mitchelliana ingår i släktet starrar, och familjen halvgräs. Inga underarter finns listade i Catalogue of Life.